# Junioren-Badmintonpanamerikameisterschaft 2022
Die Junioren-Badmintonpanamerikameisterschaft 2022 fand vom 18. bis zum 22. Juli 2022 in Santo Domingo statt.

## Medaillengewinner
| Disziplin        | Gold                                     | Silber                               | Bronze                                          |
| ---------------- | ---------------------------------------- | ------------------------------------ | ----------------------------------------------- |
| Herreneinzel U13 | Vincent Chen                             | Michael Zubin Sun                    | Srinivas Subash                                 |
| Herreneinzel U13 | Vincent Chen                             | Michael Zubin Sun                    | Jason Yang                                      |
| Herreneinzel U15 | Oliver Chen                              | Shaurya Gullaiya                     | Vaughn Zhao                                     |
| Herreneinzel U15 | Oliver Chen                              | Shaurya Gullaiya                     | Guillermo Buendia                               |
| Herreneinzel U17 | Michael Ji                               | Kevin Wang                           | Asher Bedi                                      |
| Herreneinzel U17 | Michael Ji                               | Kevin Wang                           | Austin Mao                                      |
| Herreneinzel U19 | Victor Lai                               | Josh Nguyen                          | Timothy Lock                                    |
| Herreneinzel U19 | Victor Lai                               | Josh Nguyen                          | Yeison Esleiter Del Cid Alvarez                 |
| Dameneinzel U13  | Kimaya Krishna                           | Annie Meng                           | Susanna Wang                                    |
| Dameneinzel U13  | Kimaya Krishna                           | Annie Meng                           | Maggie Yifan Zang                               |
| Dameneinzel U15  | Micah Henares Cruz                       | Nicole Krawczyk                      | Sydney Hanyue Li                                |
| Dameneinzel U15  | Micah Henares Cruz                       | Nicole Krawczyk                      | Jasmine Yeung                                   |
| Dameneinzel U17  | Mikayla Henares Cruz                     | Mia Zhang                            | Kavya Krishna                                   |
| Dameneinzel U17  | Mikayla Henares Cruz                     | Mia Zhang                            | Emma Wei                                        |
| Dameneinzel U19  | Jackie Dent                              | Chloe Hoang                          | Nong Sophia                                     |
| Dameneinzel U19  | Jackie Dent                              | Chloe Hoang                          | Ella Lin                                        |
| Herrendoppel U13 | Vincent Chen Aarya Vijay                 | Gavin Le Ethan Wu                    | Raymond Ruizhou Li Nathan Zhou                  |
| Herrendoppel U13 | Vincent Chen Aarya Vijay                 | Gavin Le Ethan Wu                    | Ziqi Ma Stanley Rui Yang Zhang                  |
| Herrendoppel U15 | Oliver Chen Ricky Tao                    | Lance Li Kevin Yang                  | Nihal Kadamba Justin Kan                        |
| Herrendoppel U15 | Oliver Chen Ricky Tao                    | Lance Li Kevin Yang                  | Santiago Uziel Lopez Martinez Fernando Martinez |
| Herrendoppel U17 | Kai Chong Linden Wang                    | Michael Ji Rayce Su                  | Kelvin Huynh Austin Mao                         |
| Herrendoppel U17 | Kai Chong Linden Wang                    | Michael Ji Rayce Su                  | Ian Moromisato Namisato Marcelo Novoa           |
| Herrendoppel U19 | Aaron Bai Ryan Ma                        | Andre Chim Andrew Yuan               | Erick Furuchi Jackson Santos                    |
| Herrendoppel U19 | Aaron Bai Ryan Ma                        | Andre Chim Andrew Yuan               | Adriano Viale Aguirre Sharum Durand Cardenas    |
| Damendoppel U13  | Annie Meng Maggie Yifan Zang             | Susanna Wang Fulgencia Simmons Zhang | Tvisha Modi Aadya Pitani                        |
| Damendoppel U13  | Annie Meng Maggie Yifan Zang             | Susanna Wang Fulgencia Simmons Zhang | Valentina Carrillo Ariana Munar                 |
| Damendoppel U15  | Chang He Jessica Wu                      | Angela Ye Jasmine Yeung              | Luciana Barboza Analia Yi                       |
| Damendoppel U15  | Chang He Jessica Wu                      | Angela Ye Jasmine Yeung              | Sofia Junco Carla Valdivia                      |
| Damendoppel U17  | Mikayla Henares Cruz Stella Pan          | Mia Hundley Emma Wei                 | Estefania Canchanya Valeria Chuquimaqui         |
| Damendoppel U17  | Mikayla Henares Cruz Stella Pan          | Mia Hundley Emma Wei                 | Aline Angel Viviana Hernandez                   |
| Damendoppel U19  | Jessica Cheng Nong Sophia                | Chloe Ho Ella Lin                    | Karolina Orellana Ardon Namie Miyahira Tsukazan |
| Damendoppel U19  | Jessica Cheng Nong Sophia                | Chloe Ho Ella Lin                    | Ashley Yang Kodi Tang Lee                       |
| Mixed U13        | Srinivas Subash Clarinda Jin             | Michael Zubin Sun Rosey Yin          | Anirud Veldanda Tvisha Modi                     |
| Mixed U13        | Srinivas Subash Clarinda Jin             | Michael Zubin Sun Rosey Yin          | Aarya Vijay Annie Meng                          |
| Mixed U15        | Shriyans Ankith Bhagavatula Sahana Chada | Vaughn Zhao Jasmine Yeung            | Ansen Liu Prutha Bharadwaj                      |
| Mixed U15        | Shriyans Ankith Bhagavatula Sahana Chada | Vaughn Zhao Jasmine Yeung            | Caden Wang Jessica Wu                           |
| Mixed U17        | Linden Wang Emily Liu                    | Kyle Wang Ella Lin                   | Michael Ji Emily Xia                            |
| Mixed U17        | Linden Wang Emily Liu                    | Kyle Wang Ella Lin                   | Kevin Wang Chloe Lee                            |
| Mixed U19        | Josh Nguyen Chloe Hoang                  | Henry Tang Kodi Tang Lee             | Adriano Viale Aguirre Rafaela Munar Solimano    |
| Mixed U19        | Josh Nguyen Chloe Hoang                  | Henry Tang Kodi Tang Lee             | Andrew Yuan Jolie Wang                          |
| Teams U19        | Vereinigte Staaten                       | Kanada                               | Brasilien                                       |